# Paul Mashatile
Paul Shipokosa Mashatile, né le 21 octobre 1961 en Afrique du Sud, est un homme politique sud-africain, vice-président de la république l’Afrique du Sud depuis le 6 mars 2023 et vice-président du Congrès national africain (ANC) depuis décembre 2022. Antérieurement, il fut notamment premier ministre de la province de Gauteng de 2008 à 2009.
Ancien militant anti-apartheid du Front démocratique uni, Mashatile a été député à la législature provinciale du Gauteng (1994-2009) et occupé plusieurs portefeuilles ministériels au sein du Gouvernement provincial du Gauteng (en) entre 1996 et 2008, puis entre 2014 et 2018, avant de devenir membre du premier cabinet du président Jacob Zuma, en tant que ministre des Arts et de la Culture de 2010 à 2014. Il est trésorier général de l’ANC de décembre 2017 à 2022 et secrétaire général de l’ANC depuis janvier 2022.
Député à l'Assemblée nationale (2010-2016 et depuis 2023), il reste particulièrement influent dans le Gauteng, sa province d’origine, où il a également été président provincial de l’ANC (en) entre 2007 et 2017.

## Biographie

### Jeunesse et activisme
Paul Shipokosa Mashatile est né le 21 octobre 1961 à Gerhardsville, près de Verwoerdburg (actuelle Centurion) dans la banlieue de la capitale sud-africaine Pretoria. 
Sa mère était Marriam Nomvula Mashatile (né en 1937-1938, mort en 2020). Elle était travailleuse domestique. Le père de Mashatile était prêtre laïc.
Alors qu’il était étudiant, Mashatile a commencé sa carrière politique en tant que militant anti-apartheid à Alexandra, un township de la banlieue nord de Johannesburg (dans l'actuel Gauteng), aux côtés d’Obed Bapala (en) et d’autres. Il est membre du Congrès des étudiants sud-africains (en) et cofonde le Congrès de la jeunesse d'Alexandra, dont il devient le président inaugural en 1983,. La même année, il a représenté l’Alexandra Youth Congress au lancement du Front démocratique uni (UDF) au Cap, et deux ans plus tard, il a succédé à Valli Moosa en tant que secrétaire régional de l’UDF pour le Transvaal du Sud, poste qu’il a occupé jusqu’à la dissolution de l’UDF en 1991. 
En 1985, sous l’état d’urgence, il a été arrêté pour son activisme politique, et il a été détenu sans procès jusqu’en 1989.

## Ascension politique au Witwatersrand
Lorsque le gouvernement de Klerk a annulé l'interdiction du Congrès national africain (ANC) et du Parti communiste sud-africain (SACP) en 1990, Mashatile a été recruté dans le corps de direction intérimaire des deux organisations et chargé d’aider à établir leurs nouvelles structures juridiques à l’intérieur du pays et en particulier dans la région  de Pretoria- Witwatersrand-Vereeniging (PWV), alors dirigée par le syndicaliste Kgalema Motlanthe.
Il a été nommé secrétaire régional par intérim du SACP en 1990 et a été responsable du programme d’éducation politique de l’ANC dans la région entre 1991 et 1992. En 1992, il est élu secrétaire provincial de l’ANC du PWV, où il travaille aux côtés du président provincial Tokyo Sexwale.

### Gouvernement provincial
Lors des premières élections générales sud-africaines au suffrage universel en 1994, il est élu à la législature provinciale du PWV (devenu la province du Gauteng en 1995) et devient chef de la chambre.
Deux ans plus tard, Mashatile est nommé au Cabinet provincial, où il a siégé pendant les 13 années suivantes, d’abord comme membre du Conseil exécutif (CEHD) pour le ministère des Transports et des Travaux publics (1996-1998), puis comme CEHD pour la sécurité et la sûreté (1998-1999).
Sous la direction du premier ministre Mbhazima Shilowa, il a occupé des portefeuilles de premier plan en tant que CEM pour les établissements humains (1999-2004) et pour les finances et les affaires économiques (2004-2008). Il était un allié proche de Shilowa, considéré comme le bras droit et le protégé de ce dernier. En tant que Finance MEC, il a été étroitement impliqué dans la planification du projet de transport en commun rapide de Gautrain, et a également formulé et mis en place le Gauteng Shared Services Centre, qui a centralisé les affectations budgétaires des ministères provinciaux et qui a été critiqué comme étant inefficace et vulnérable aux abus de corruption.

### L'ANC du Gauteng
Au cours de la même période, Mashatile gravit les rangs de l’ANC de Gauteng. Il est resté secrétaire provincial jusqu’en 1998, date à laquelle il a été élu vice-président provincial sous la nouvelle présidente provinciale Mathole Motshekga.
Mashatile a été considéré comme un adversaire de Motshekga dans les années qui ont suivi, au cours desquelles le comité exécutif provincial de l’ANC s’est divisé sur le leadership de Motshekga, conduisant en 2000 à sa dissolution par le comité exécutif national de l’ANC.
En 2001, lorsque le parti provincial a élu un nouveau chef, Mashatile a été considéré comme un successeur possible de Motshekga,, mais s’est finalement présenté pour la réélection à la vice-présidence et a perdu contre Angie Motshekga, épouse de Mathole. En 2004, Il a de nouveau contesté la vice-présidence et a encore été battu par Motshekga. Cependant, il est resté membre ordinaire du comité exécutif provincial de l’ANC. Il est également resté membre du SACP au moins jusqu’en 2007.

## Président de la branche de l'ANC au Gauteng

### Élection: 2007
Lors de la prochaine conférence élective de l’ANC provinciale en 2007, Mashatile a lancé une candidature pour la présidence provinciale, le poste le plus élevé dans le parti provincial, se présentant contre les autres MECs Angie Motshekga et Nomvula Mokonyane. Motshekga était considéré comme son principal concurrent ; le Mail & Guardian a déclaré qu’il représentait « l’ancienneté » tandis que Motshekga représentait « ceux qui cherchent un changement de sang dans la direction ». Une autre question centrale de la campagne était la position respective des candidats sur la question de la succession à la direction de l’ANC nationale, qui s’était intensifiée à l’approche de la 52e conférence nationale du parti, qui devait se tenir à Polokwane en décembre 2007. Il fut réputé que Mashatile ne soutenait ni l’un ni l’autre des deux principaux candidats – le président sortant de l’ANC Thabo Mbeki et le vice-président sortant de l’ANC Jacob Zuma – mais plutôt la candidature des outsiders comme Tokyo Sexwale. En revanche, son adversaire dans la course provinciale, Motshekga, a publiquement soutenu Zuma, tout comme la Ligue des jeunes de l’ANC, qui avait nommé Mashatile à la présidence provinciale.
Lors de la conférence, qui s’est ouverte à Midrand le 7 octobre 2007, le président provincial sortant Shilowa a refusé de se représenter; il aurait soutenu la candidature de Mashatile pour lui succéder. Le même jour, Mashatile a été élu président provincial de l’ANC, avec Mokonyane comme député.
Dans son discours de clôture de la conférence, Mashatile a déclaré aux participants qu’« au Gauteng il n’y a pas de position individuelle, il n’y a pas de position de Paul Mashatile sur qui nous allons élire à la direction nationale » en décembre, promettant que le parti provincial entamerait des discussions collectives pour formuler une position unifiée. La province a finalement favorisé Zuma dans la phase de nominations, et l’analyste Aubrey Matshiqi a estimé que son soutien était divisé entre Mbeki et Zuma à la conférence elle-même.

### Premier ministre de Gauteng: 2008-2009
Le 7 octobre 2008, Mashatile a été élu premier ministre de Gauteng, en remplacement de Shilowa, qui avait démissionné pour protester contre la décision de l’ANC de destituer le président Thabo Mbeki. Cependant, Mashatile a été premier ministre pendant moins d’un an. Le 6 mai 2009, à la suite des élections générales de 2009, il a été remplacé comme premier ministre par son adjoint de l’ANC, Nomvula Mokonyane, et a été nommé au poste relativement subalterne de sous-ministre des Arts et de la Culture sous la présidence nouvellement élue de Jacob Zuma. Cela a été considéré comme une « gifle » pour Mashatile, étant donné sa popularité dans la province et les normes de l’ANC sur la réservation des premiers ministres pour les présidents des partis provinciaux. Au cours des mois suivants, les Sowetan ont signalé que Mashatile faisait face à des divisions au sein de l’ANC provinciale, certains groupes étant alignés sur Mokonyane ou les Motshekgas,.

### Ministre des Arts et de la Culture: 2010-2014
Mokonyane était également présumé être le candidat préféré de la direction nationale de l’ANC pour la présidence provinciale de l’ANC, mais à la conférence élective de l’ANC de Gauteng en mai 2010, Mashatile a prévalu de manière décisive, remportant la réélection par 531 voix contre 356 pour Mokonyane,,. À la suite du vote, dans ce qui était considéré comme une affirmation de domination sur le bureau de Mokonyane, l’exécutif provincial nouvellement élu de l’ANC a chargé Mokonyane de remanier son cabinet pour élever trois des alliés de Mashatile : Lebogang Maile (en), Ntombi Mekgwe (en) et Humphrey Mezmmei (en),. Aussi dans la foulée, le 31 octobre 2010, Zuma a annoncé la promotion de Mashatile au ministre des Arts et de la Culture. Mashatile a prêté serment à l’Assemblée nationale pour occuper ce poste.

### Candidat au poste de trésorier de l'ANC en 2012

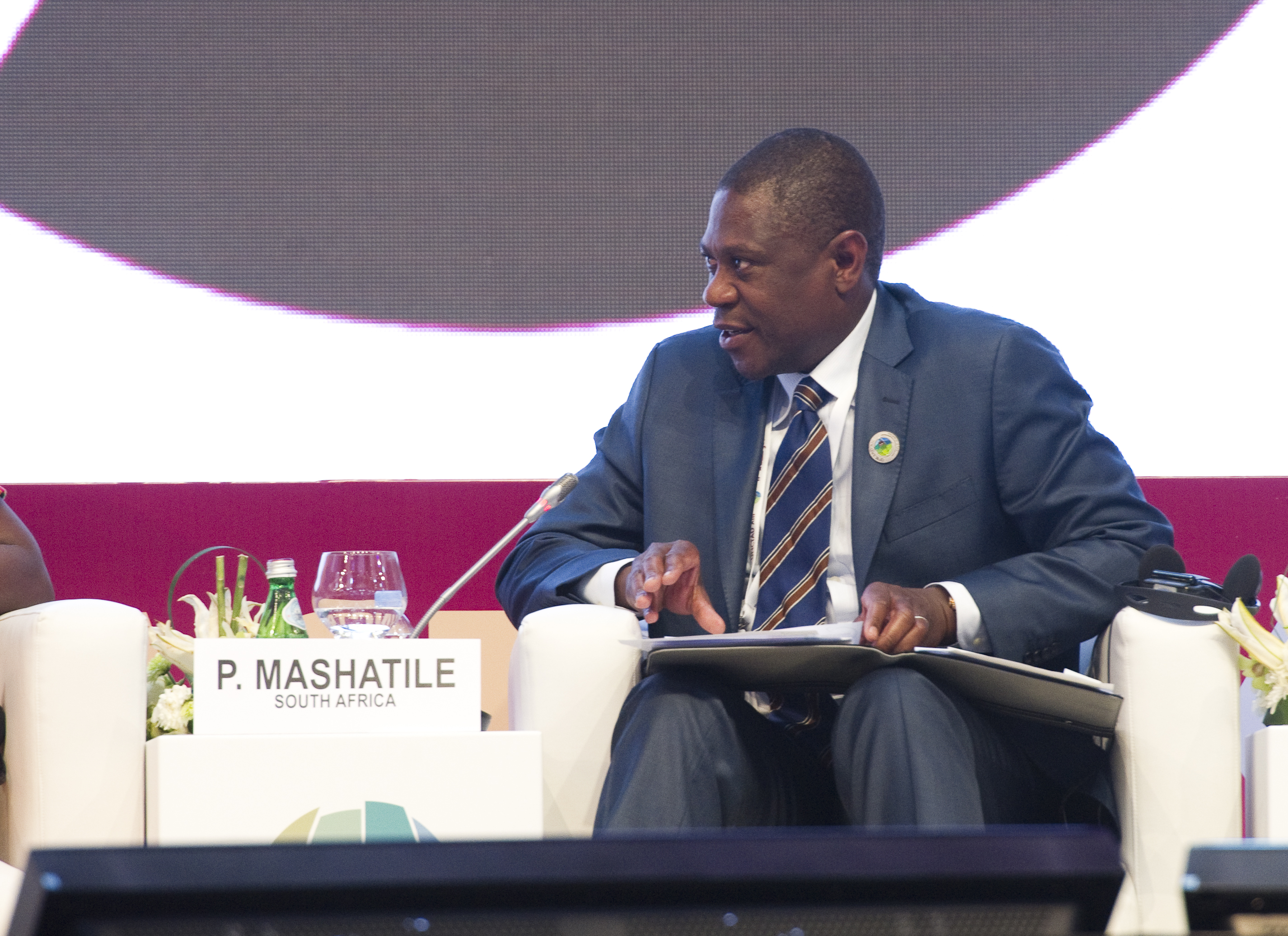
Paul Mashatile en 2012.

À la mi-2012, il y avait des rapports que Mashatile utilisait son influence au sein du parti pour faire pression pour la déposition de Zuma et peut-être pour sa propre élévation à un poste de leadership national,. L’ANC de Gauteng, et Mashatile personnellement, ont publiquement soutenu le changement de direction dans l’ANC avant la 53e Conférence nationale de l’ANC (en) en décembre 2012. Lors de la conférence, Mashatile a représenté le trésorier général national sur une liste alignée sur le challenger présidentiel Kgalema Motlanthe. Comme Motlanthe, il a perdu le vote de manière retentissante, et Zweli Mkhize (en) a été nommé trésorier général par 2988 voix contre 961. Il n’a pas non plus obtenu suffisamment de voix pour être élu au Comité exécutif national du parti, bien qu’il soit resté membre d’office du comité en sa qualité de président provincial.
À la suite des élections de 2014, Zuma a été réélu président national et a démis Mashatile de son deuxième mandat. Mashatile se replie sur les banquettes arrière de l’Assemblée nationale, où il préside la commission des crédits. Il a également été réélu, sans opposition, président de l’ANC Gauteng en octobre 2014,. Il a quitté la législature nationale en février 2016, lorsqu’il a été nommé MEC pour les établissements humains et la gouvernance coopérative dans le cabinet du premier ministre Gauteng David Makhura (en), un allié proche,. Il a servi dans le cabinet provincial jusqu’au début de 2018, date à laquelle il a pris le poste de parti à temps plein de trésorier général de l’ANC. Dans l’intervalle, il est resté un opposant assez ferme à Zuma : après le jugement de 2016 de la Cour constitutionnelle sur l’inconduite (en) de Zuma dans la saga Nkandla, Mashatile a lancé l’appel de l’ANC de Gauteng pour que Zuma démissionne,, un appel qu’il a répété plus tard dans la semaine précédant le rappel de Zuma par l’ANC.

## Position au sein de l’ANC nationale

### Trésorier général de l’ANC: 2017-2022
Le 18 décembre 2017, Mashatile a été élu trésorier général de l’ANC lors de la 54e Conférence nationale de ce parti, qui a également marqué la fin du mandat de Zuma en tant que président du parti. Mashatile a recueilli 2517 voix, contre 2178 pour Maite Nkoana-Mashabane. Il s’est présenté sur la liste des candidats à la présidence, Cyril Ramaphosa, et aurait collaboré avec David Mabuza pour négocier l’accès à cette liste. Certains commentateurs ont déclaré que Mashatile avait un rôle de longue date et instrumental dans l’ingénierie de l’ascension de Ramaphosa.
Le poste de trésorier général était un poste à temps plein basé au siège de l’ANC à Luthuli House à Johannesburg. En janvier 2022, avec le secrétaire général Ace Magashule en suspension et la secrétaire générale adjointe Jessie Duarte en congé de maladie, Mashatile a été nommé secrétaire général intérimaire de l’ANC; il a continué à occuper ce poste après le décès de Duarte en juillet.

### Vice-président de l’ANC: 2022
Le 19 décembre 2022, lors de la 55e Conférence nationale de l’ANC, Mashatile a été élu vice-président de l’ANC, sous Ramaphosa. À la mi-2022, il était largement attendu qu’il se présente à l’un des postes de direction du parti, voire à la présidence. Il est le candidat favori de sept des neuf provinces du parti, à l’exception du Cap-Oriental, qui favorise Oscar Mabuyane, et de Mpumalanga, qui favorise Ronald Lamola. À la conférence, il a obtenu un peu plus de 50% des voix, recevant 2178 voix contre les 1858 de Mabuyane et les 315 de Lamola.

## Controverses

### «Alex mafia»
Mashatile a souvent été identifié comme un membre de premier plan de la soi-disant « mafia Alex » - un terme dont l’utilisation a été interdite à la législature de Gauteng en 2010, et qui fait référence à un réseau de politiciens et d’hommes d’affaires ayant des liens personnels originaires de la ville antimouvement d’apartheid. D’autres membres putatifs de la « mafia » comprennent Nkenke Kekana et Mike Maile, le frère de l’homme politique Gauteng Lebogang Maile. En 2006, le Mail & Guardian a rapporté que de tels liens auraient pu conduire Mashatile à acquérir des actions dans une société de logiciels avec des contrats d’État, créant peut-être un conflit d’intérêts. Le commissaire à l’intégrité de Gauteng, Jules Browde, a acquitté Mashatile de toute irrégularité en décembre de la même année, estimant que Mashatile n’avait jamais exercé son option d’achat d’actions et avait déclaré les actions par erreur.

### Frais de restaurant
En juin 2006, Mashatile, alors ministre responsable des Finances du Gauteng, a provoqué un scandale mineur lorsqu’il a dépensé 96000 rands, débités sur la carte de crédit du gouvernement, pour un seul dîner pour les employés du gouvernement dans un restaurant français haut de gamme situé à Sandton. Le journal The Star a rapporté que Mashatile avait engagé plus de 250000 rands en dépenses de divertissement » entre février et juin de cette année. Deux mois plus tard, Mashatile a organisé un autre dîner du gouvernement au même restaurant, à un coût plus élevé de 10800 rands,  que son porte-parole a contesté. Dans une enquête qui a suivi, le commissaire à l’éthique du Gauteng a de nouveau blanchi Mashatile, d’allégations selon lesquelles il avait mal utilisé sa carte de crédit gouvernementale ou sous-déclaré frauduleusement ses dépenses.

### Projet de renouvellement d’Alexandra
Avant les élections générales de 2019, une controverse a éclaté autour des allégations selon lesquelles le gouvernement du Gauteng avait gaspillé – ou ses politiciens volé – 1,3 milliard de fonds destinés au projet de renouvellement d'Alexandra, un programme d’aide sociale coordonné par le département de Mashatile au cours de son premier mandat en tant que Human Settlements MEC (1999-2004). Dans le cadre d’une enquête conjointe du Protecteur du citoyen et de la Commission sud-africaine des droits de l’homme, Mashatile et d’autres responsables ont nié qu’une telle somme avait disparu ou avait été allouée en premier lieu. 
Mashatile a déposé une poursuite en diffamation de 2 millions de rands contre le parti d’opposition Economic Freedom Fighters et deux de ses dirigeants, Julius Malema et Mandisa Mashego, après avoir laissé entendre qu’il avait été impliqué dans la corruption dans l’administration du projet de renouvellement Alexandra.

## Vie privée
Mashatile a deux fils et deux filles. Sa femme, Manzi Ellen Mashatile, est décédée en juillet 2020. En novembre 2020, il a lancé la Fondation Manzi Mashatile pour promouvoir des programmes éducatifs en sa mémoire.